# دکتر دوم
دکتر دوم یکی از تجسم‌های دکتر، شخصیت اصلی سریال تلویزیونی علمی تخیلی بی‌بی‌سی دکتر هو است. وی توسط بازیگر شخصیت پاتریک تروتون به تصویر کشیده شد.
در روایت سریال، دکتر ارباب زمان بیگانه چندصدساله از سیاره گلفری است که به‌طور مکرر به همراه همراهانش با سفینه‌اش تاردیس در زمان و فضا سفر می‌کند. در پایان زندگی اش، دکتر می‌تواند بدن خود را تجدید حیات کند. در نتیجه، ظاهر بدنی و شخصیت او تغییر می‌کند.
تبدیل به دکتر دوم (در ابتدا با عنوان "نوسازی")، چهره‌ای که همان شخصیت "اصلی" اما با شخصیتی بسیار متفاوت بود، نقطه عطفی در تکامل این سریال بود و سرانجام یک عنصر مهم از طول عمر سریال شد.